# 우체통

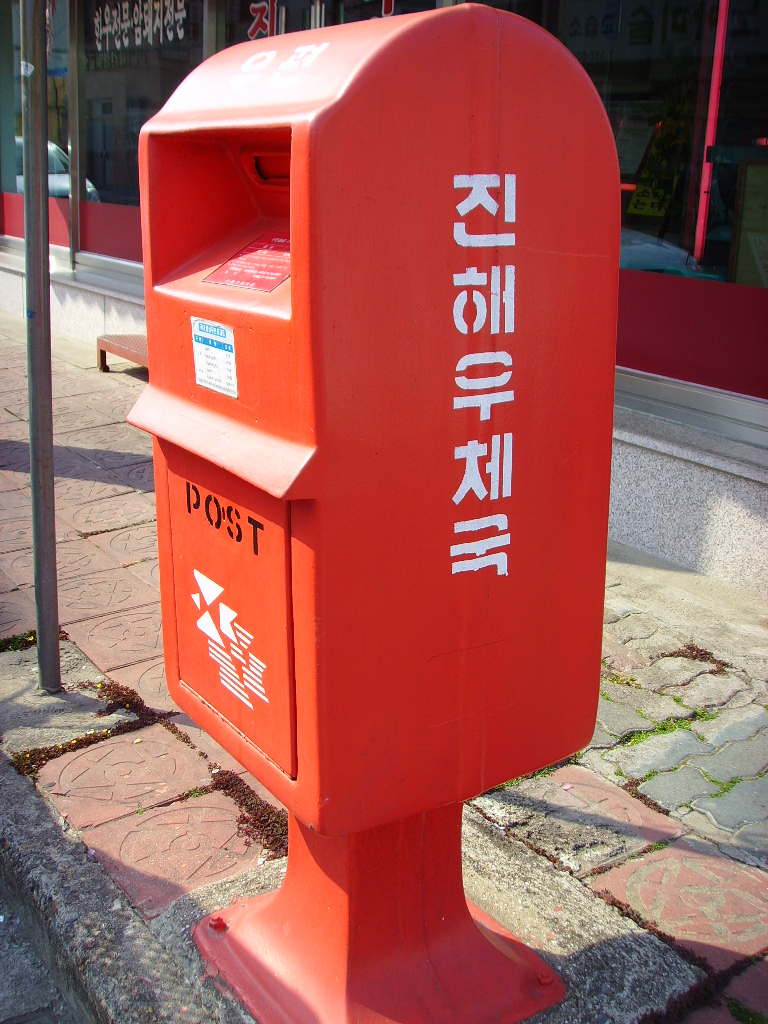
대한민국의 우체통
(1984년 ~ 2010년 6월)

우체통(郵遞筒)은 서간을 수집하는 통이다. 우체국에서 지정된 시간에 우체통의 서간을 수거하여 집배한다. 종종 서간을 수신하기 위해 각 호에 설치하는 수신함을 우체통이라고 부르는 경우가 있지만, 이는 우체통이 아니라 우편함(郵便函)이다.

## 대한민국의 우체통
대한민국의 우체통은 1884년에 우정총국이 출범하면서 처음 설치되었다. 1993년에는 대한민국에 57,559개가 있었지만, 인터넷망 보급이 시작되었고, 이후에는 점점 줄어들어 2006년말에는 27,317개, 2015년 14,920개로 집계되었다.

### 변천

일본의 원형 우체통(1949년부터 사용)

1900년대 전후의 한국의 우체통은 목조의 사각함이었으나, 일제강점기 이후에 현재와 같은 적색의 원형 우체통이 보급되었다. 일본에서는 우편 제도 초기에 우체통이 흑색이었으나, 우편의 ‘편(便)’을 ‘변(便)’으로 착각한 사람들이 화장실으로 착각하거나 야간에 무엇인지 보이지 않는 등의 문제가 생기면서 1901년부터 눈에 잘 띄는 적색으로 바꾸게 되었다고 한다. 광복 이후 적색은 유지되면서 녹색을 함께 칠하기도 했다. 이후에 대부분 사각형으로 교체되었다.

### 기타
- 대한민국의 영토 끝 점인 독도와 마라도, 백령도에는 우체통이 설치되어 있다.
- 울산광역시 울주군 서생면 간절곶에 설치된 간절곶 우체국은 해맞이 축제 상징 조형물로, 전용 무료 엽서가 비치되어 있다. 이 엽서에 사연을 담아 우체통에 투함하면 배달해 준다고 한다.
- 충청남도 천안시의 우정박물관에 세워진 밀레니엄 우체통은 현존하는 세계 최대의 우체통이다.[2]

## 국가별 우체통 색상

### 적색
| - 네덜란드( ~ 2006년) - 노르웨이 - 덴마크 - 루마니아 | - 벨기에 - 아이슬란드 - 영국 - 오스트레일리아 (속달은 황색) - 뉴질랜드 - 타이완(속달 및 항공 배송용) | - 인도 - 일본 - 홍콩( ~ 1997년) - 캐나다 - 태국 - 이스라엘-팔레스타인 - 대한민국 | - 포르투갈(2등우편) - 폴란드 - 헝가리 - 콜롬비아 - 베네수엘라 - 부탄 - 방글라데시 - 네팔 - 브루나이 - 케냐 - 모잠비크 |

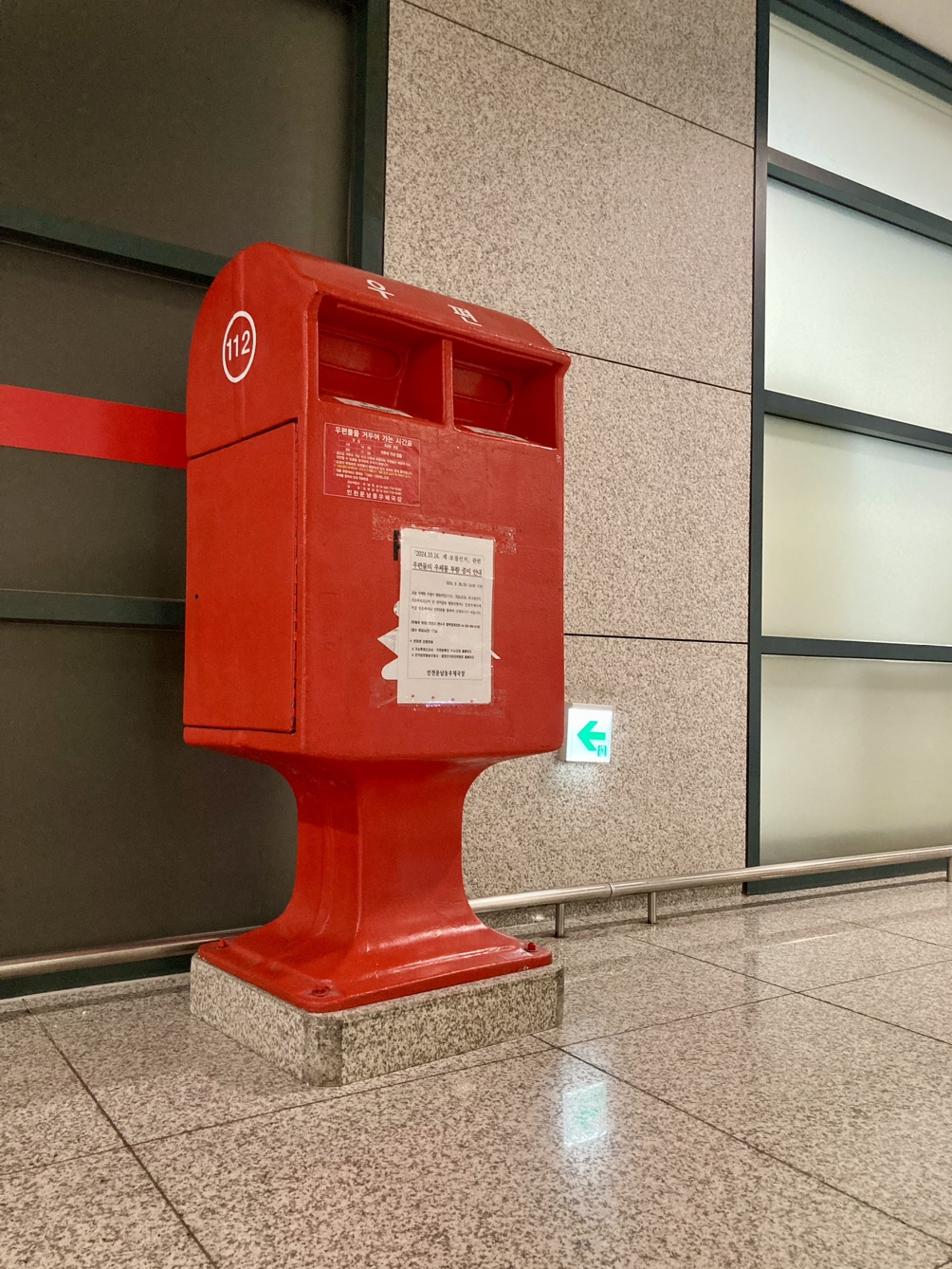
한국의 우체통(인천공항 우편취급국)
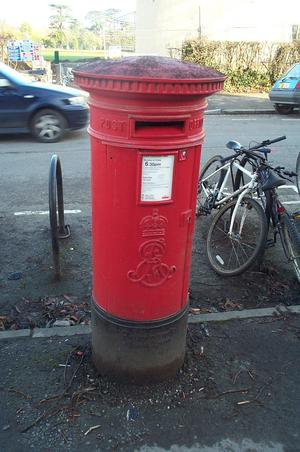
영국의 우체통
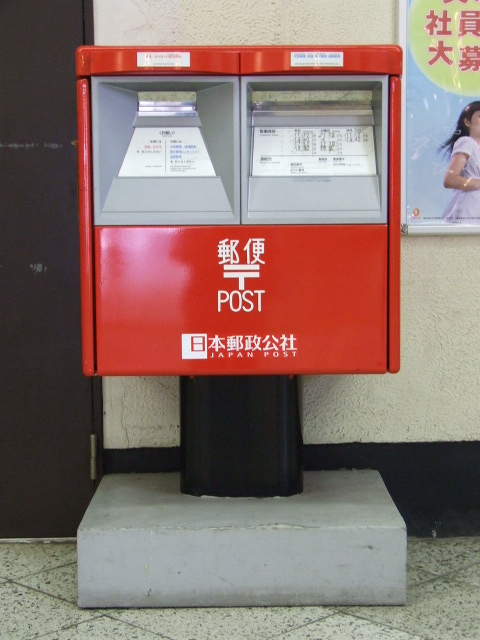
일본의 우체통
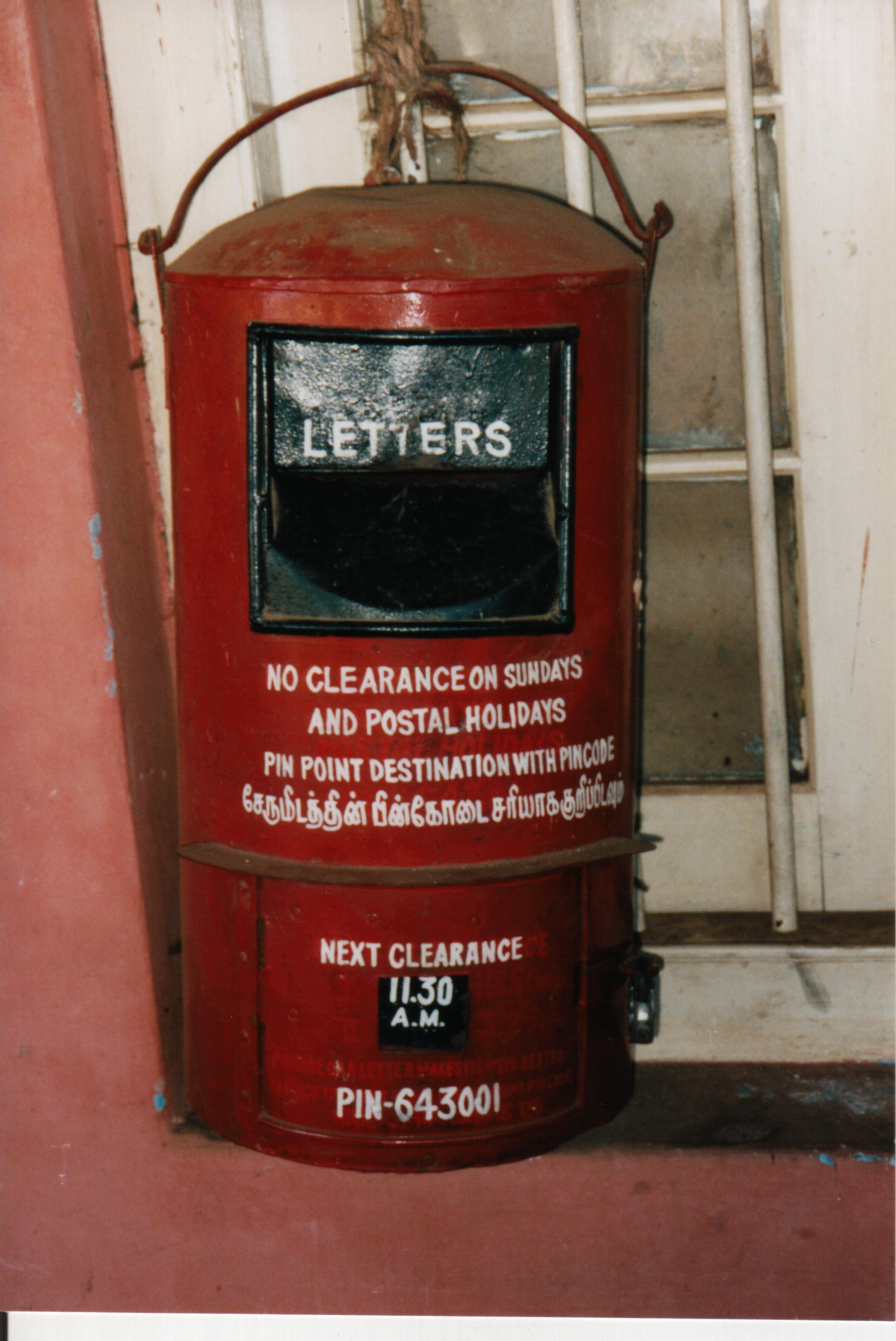
인도의 우체통
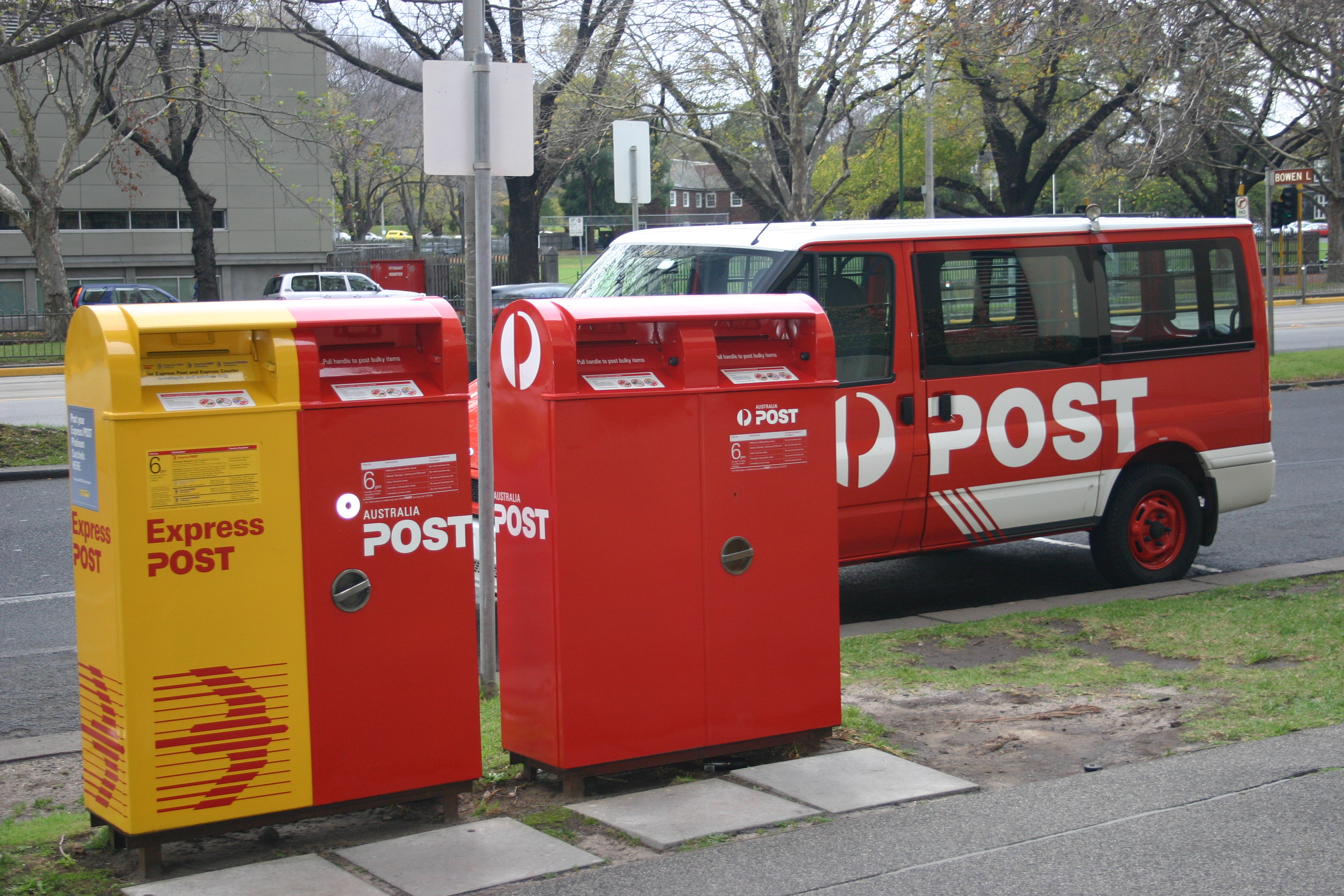
오스트레일리아의 우체통, 노란 우체통은 속달 우편용이다.
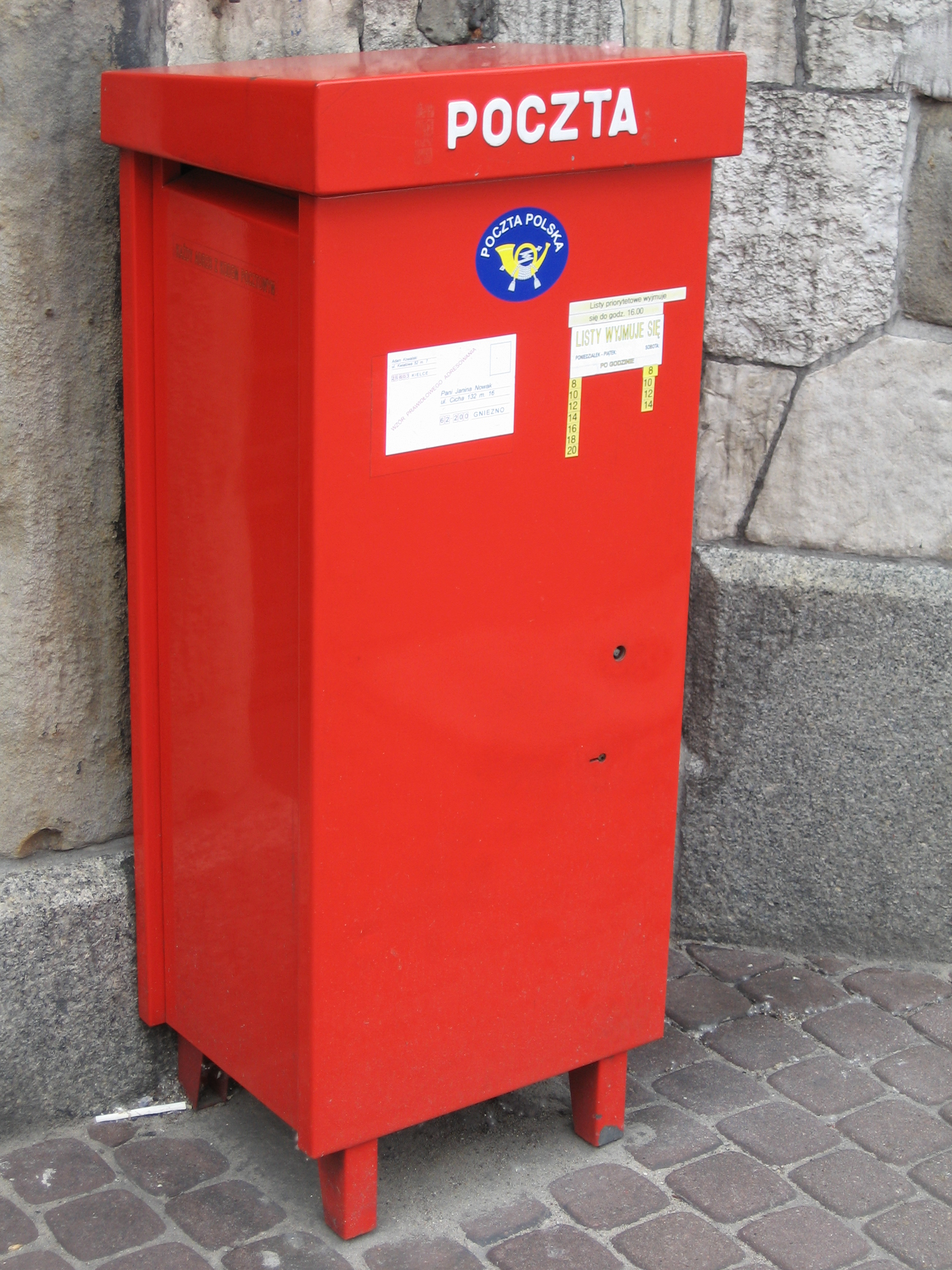
폴란드의 우체통
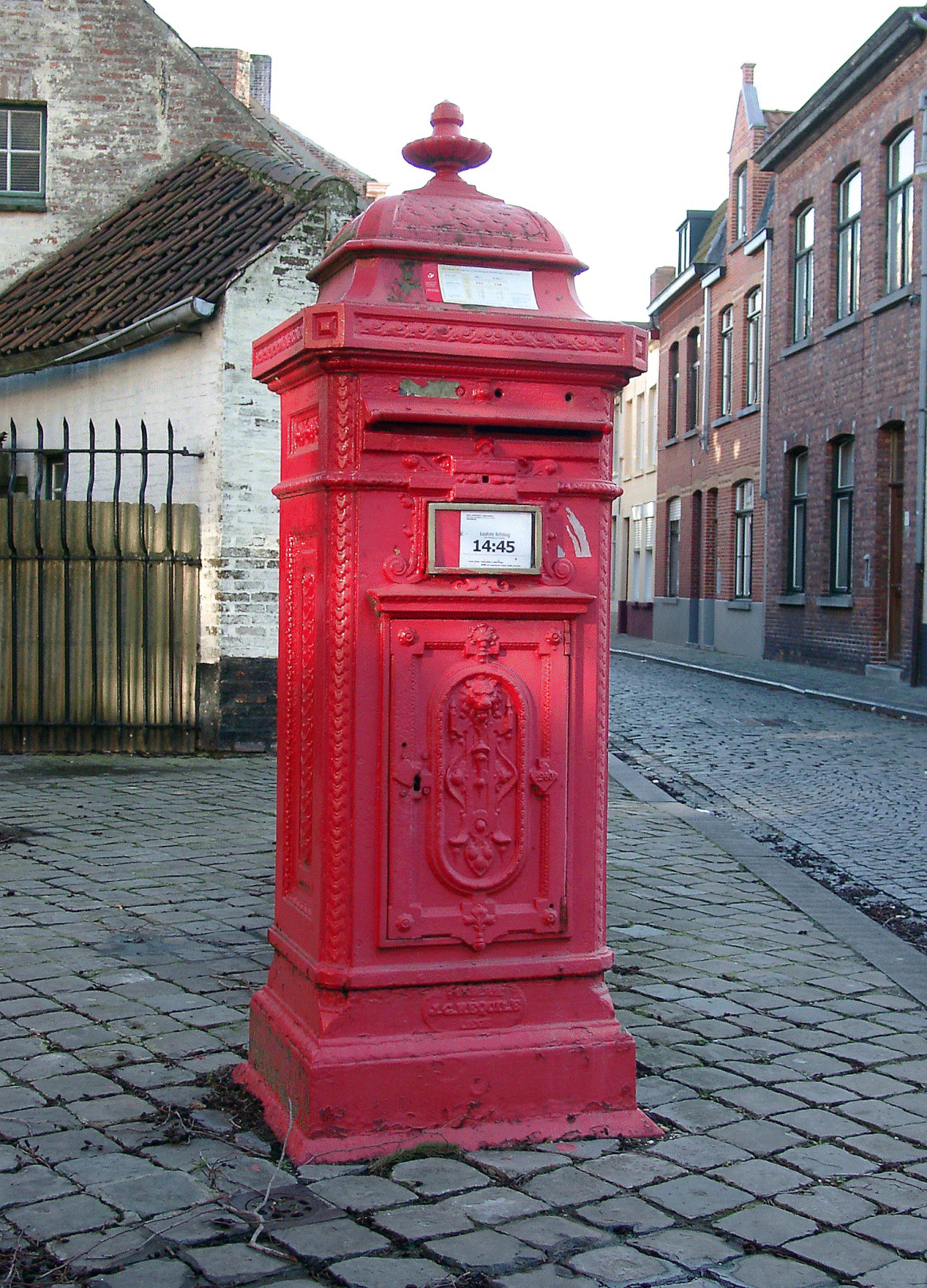
벨기에의 우체통

### 청색
- 건지섬
- 미국
- 페로 제도
- 포르투갈(1등우편)
- 조선민주주의인민공화국
- 러시아
- 몽골

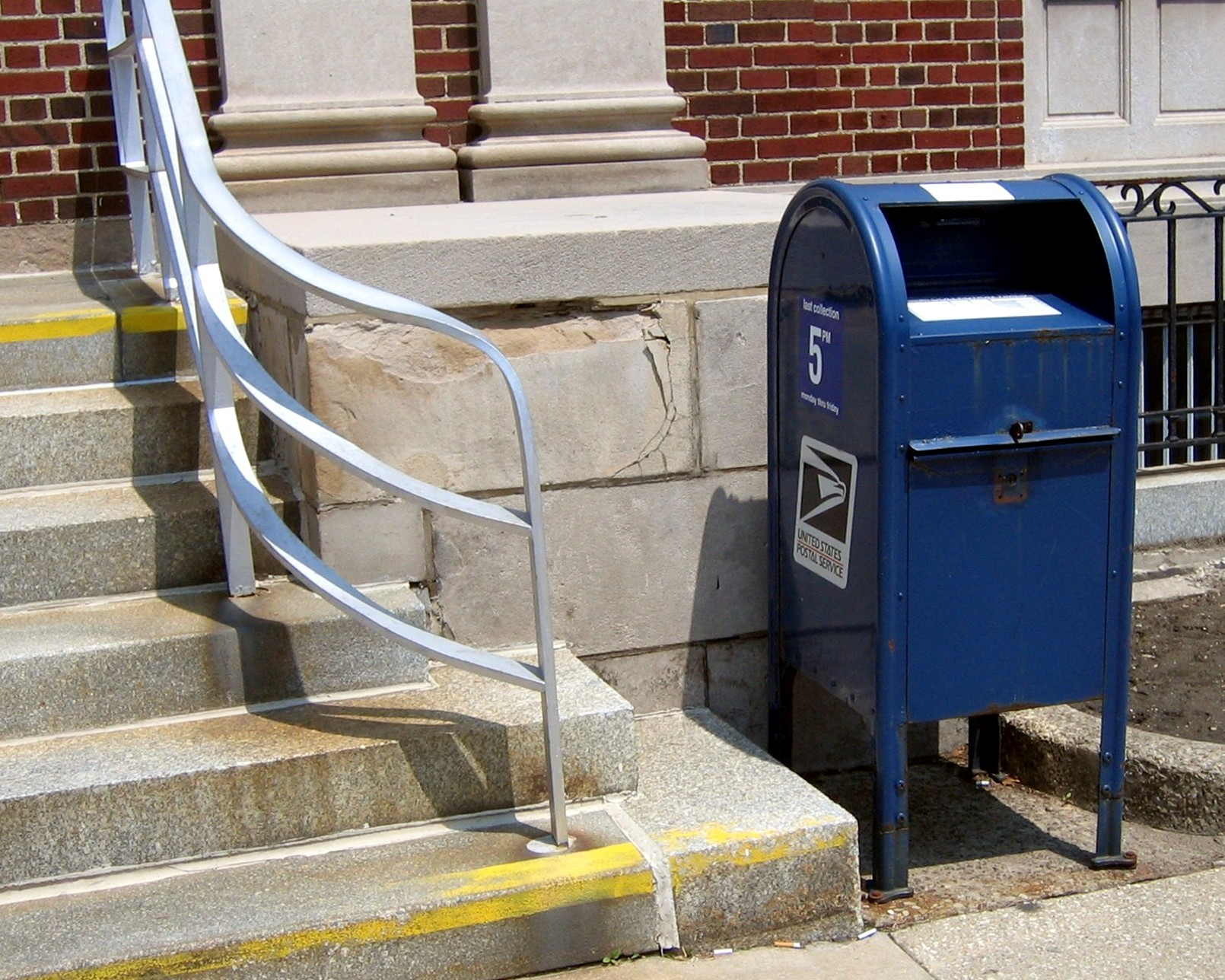
미국의 우체통
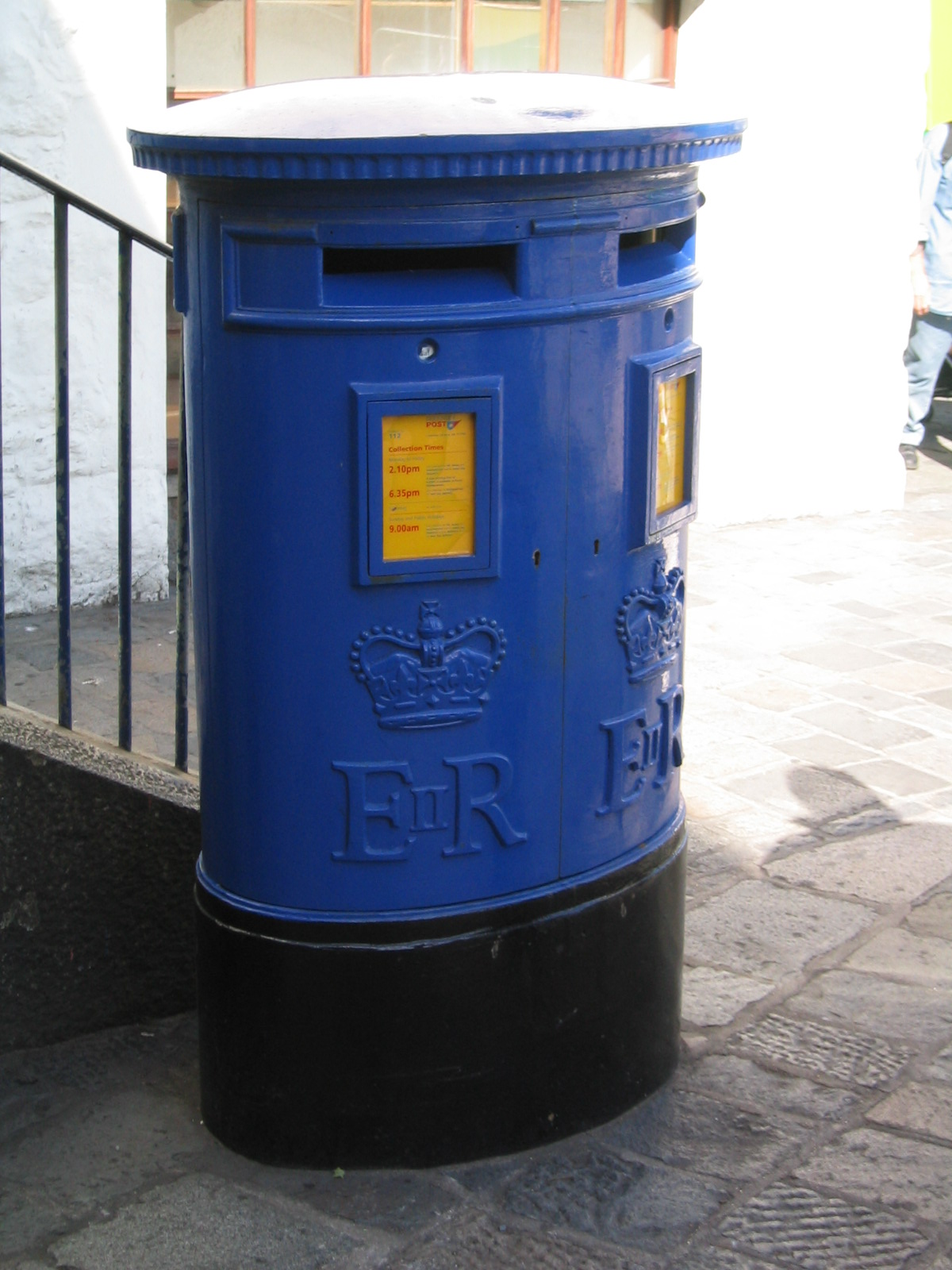
건지섬의 우체통
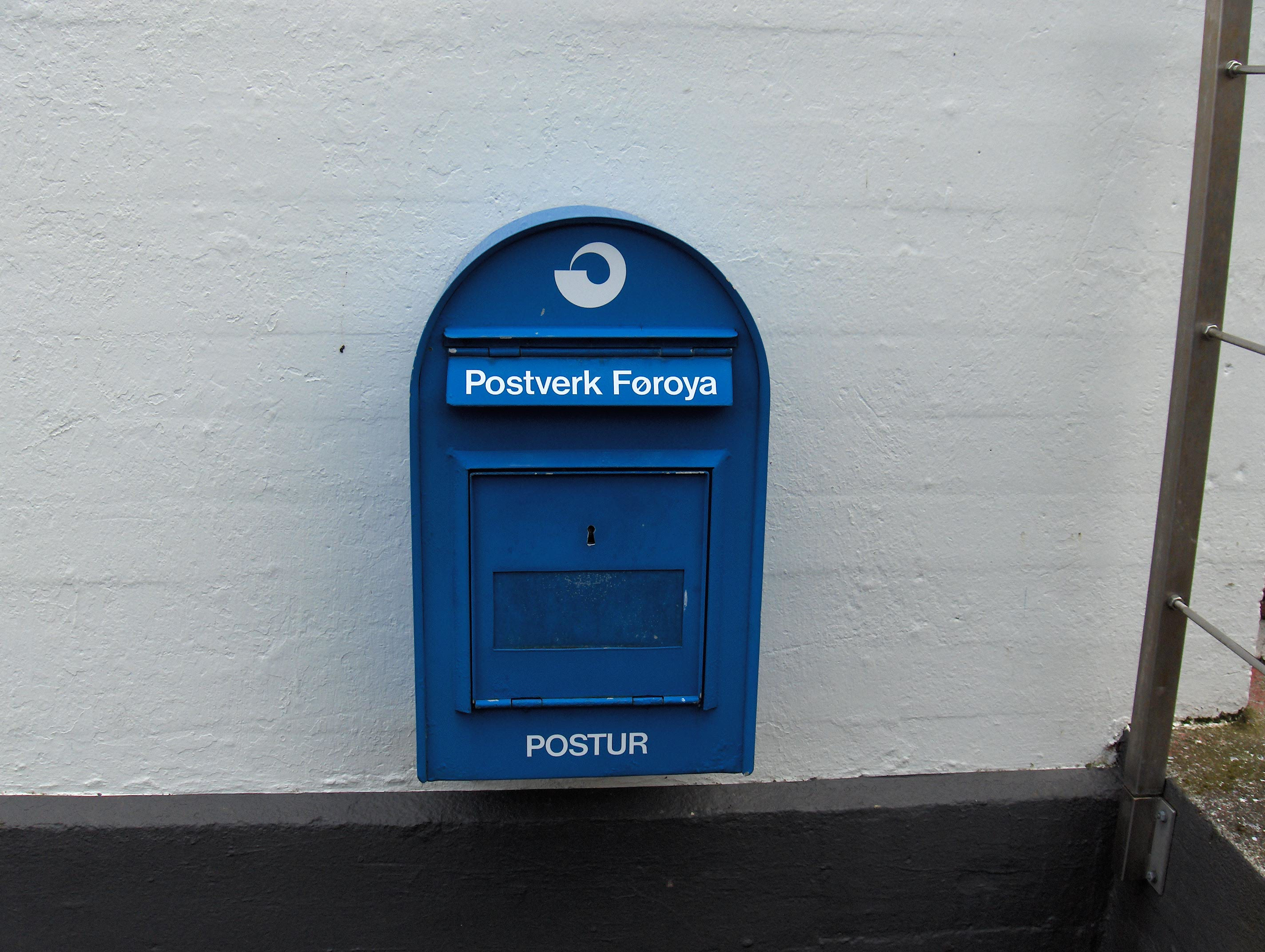
페로 제도의 우체통

### 황색
| - 독일 - 브라질 - 바티칸 시국 - 불가리아 | - 스웨덴 - 스위스 - 스페인(일반우편) - 오스트레일리아(속달) | - 우크라이나 - 키프로스 - 프랑스 - 핀란드 - 룩셈부르크 |  |

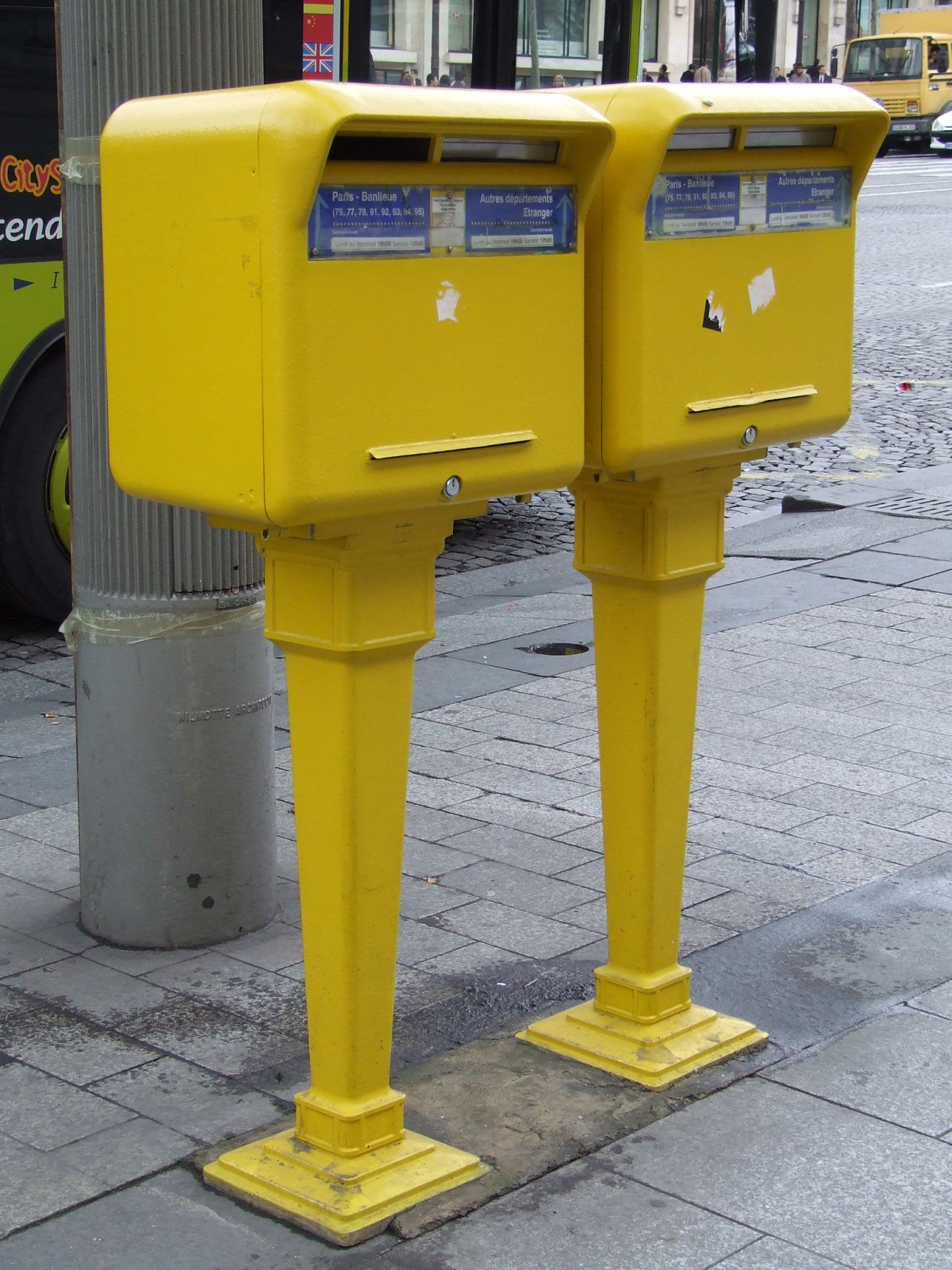
프랑스의 우체통
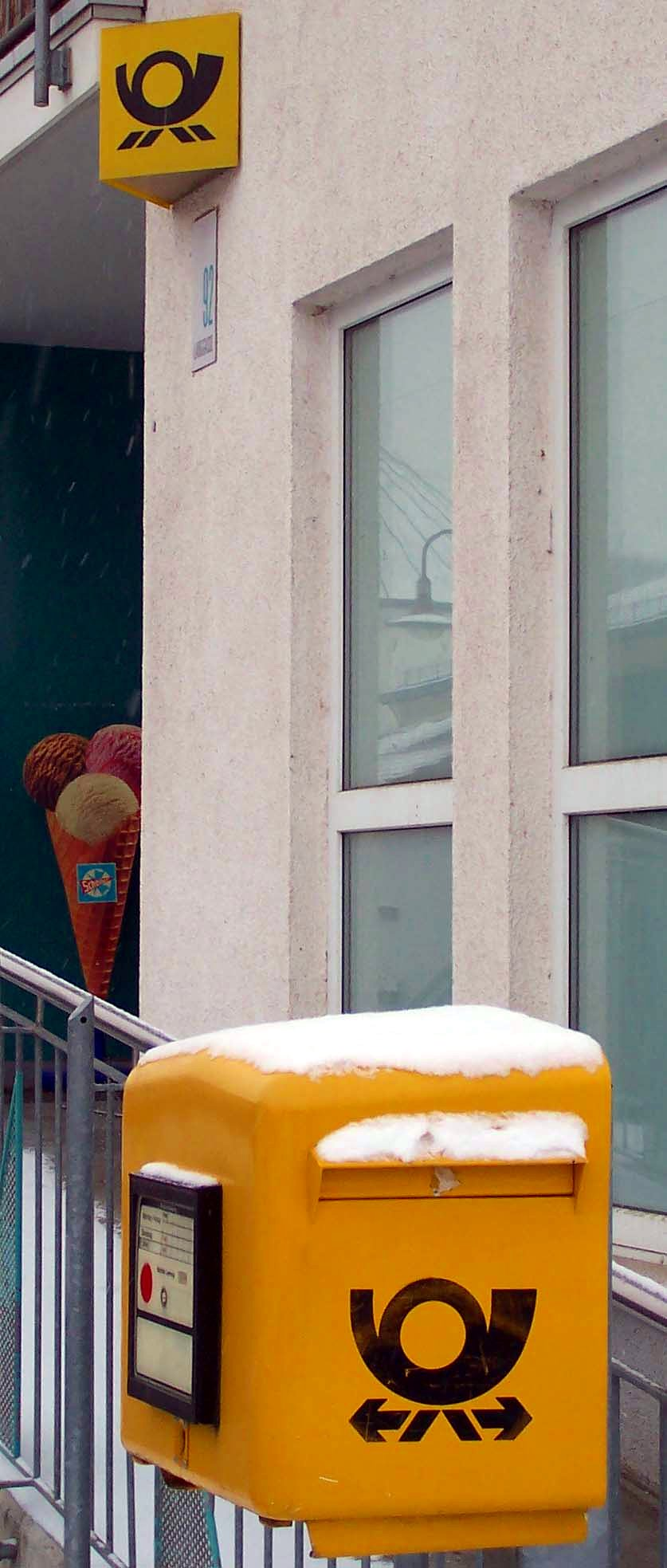
독일의 우체통
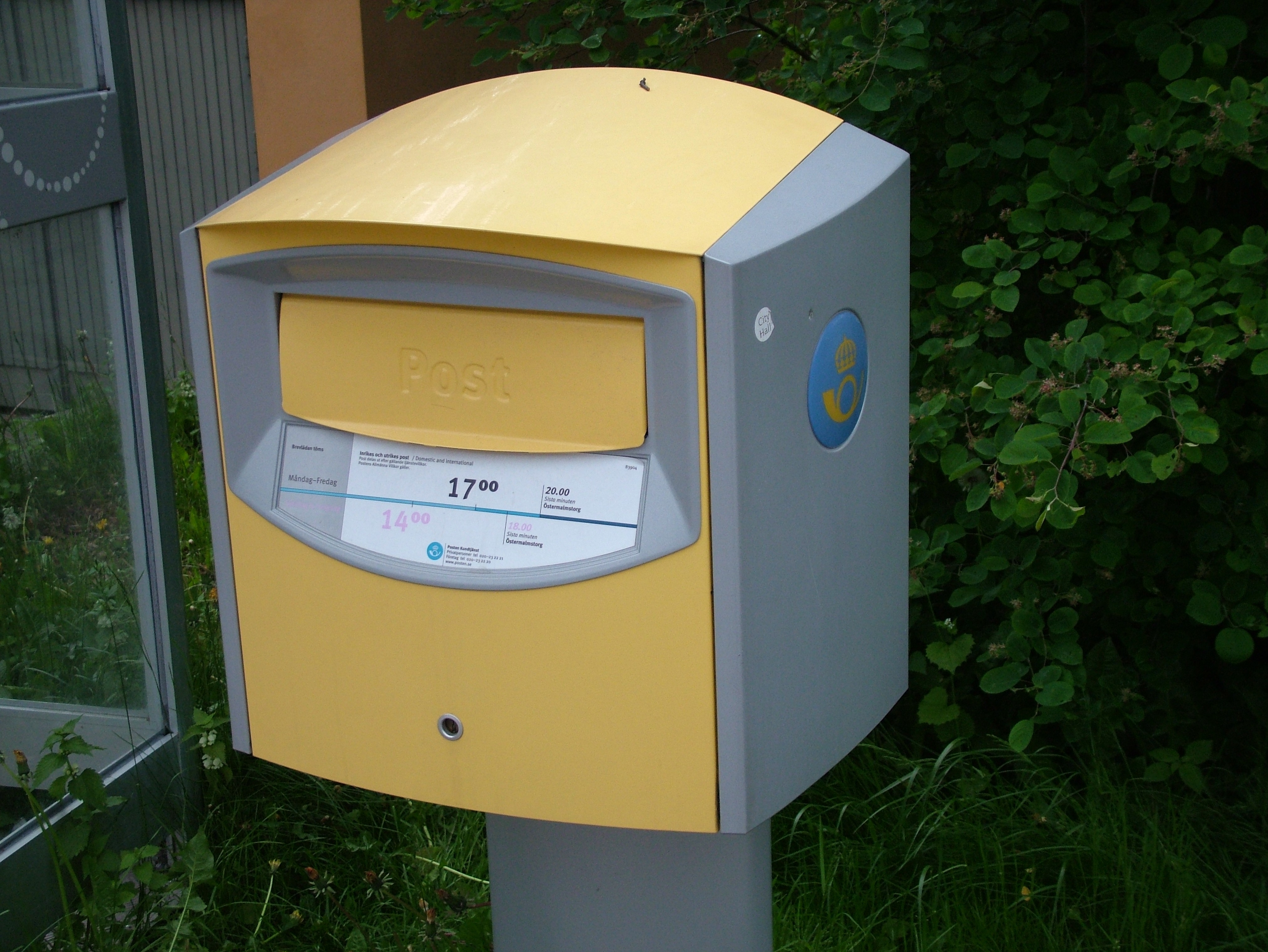
스웨덴의 우체통
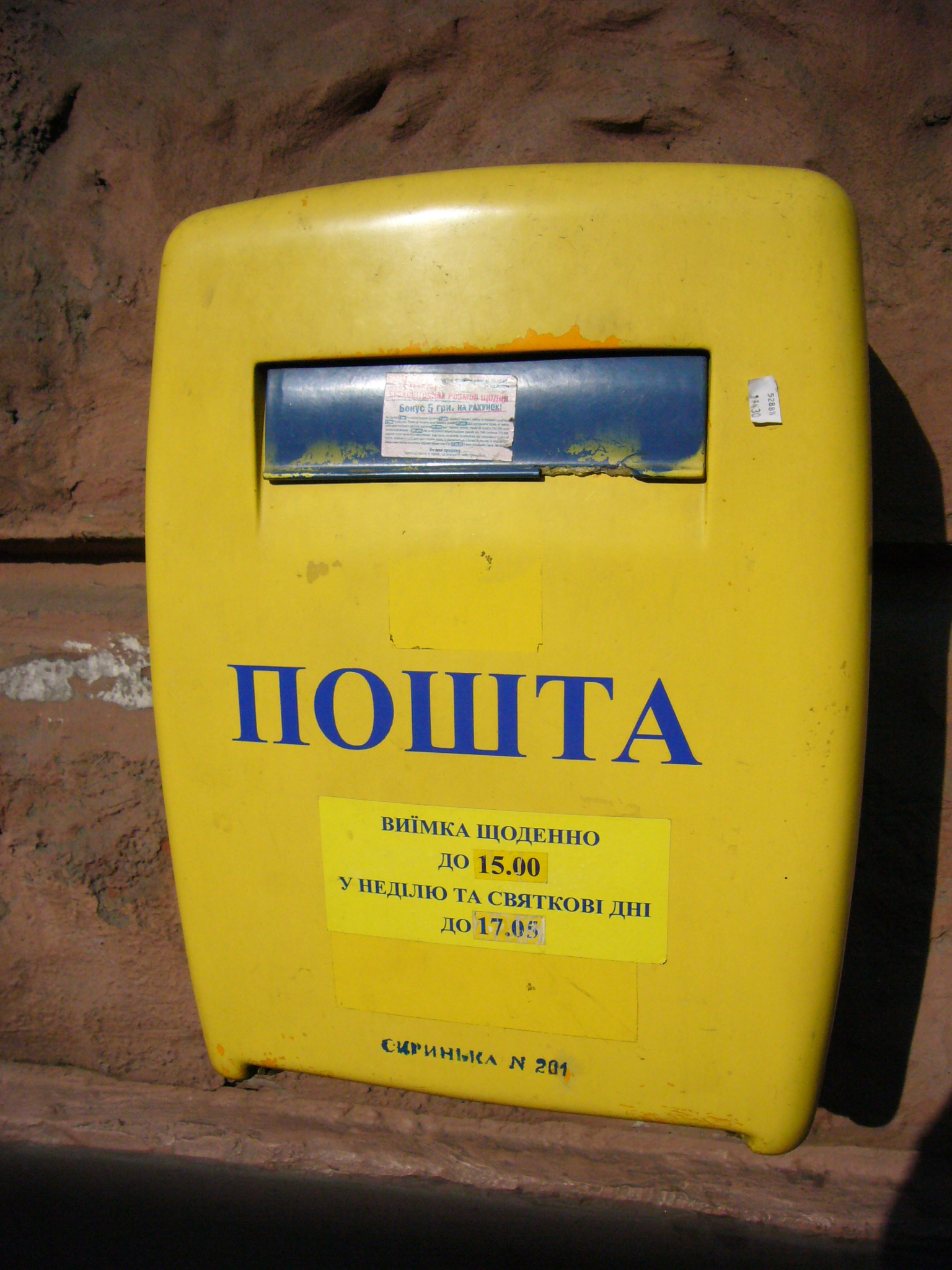
우크라이나의 우체통

### 녹색
| - 아일랜드 - 중국 - 홍콩(1997년 ~ ) - 사우디아라비아 - 타이완(보통우편만 녹색 , 빠른우편및 항공우편은 적색) |

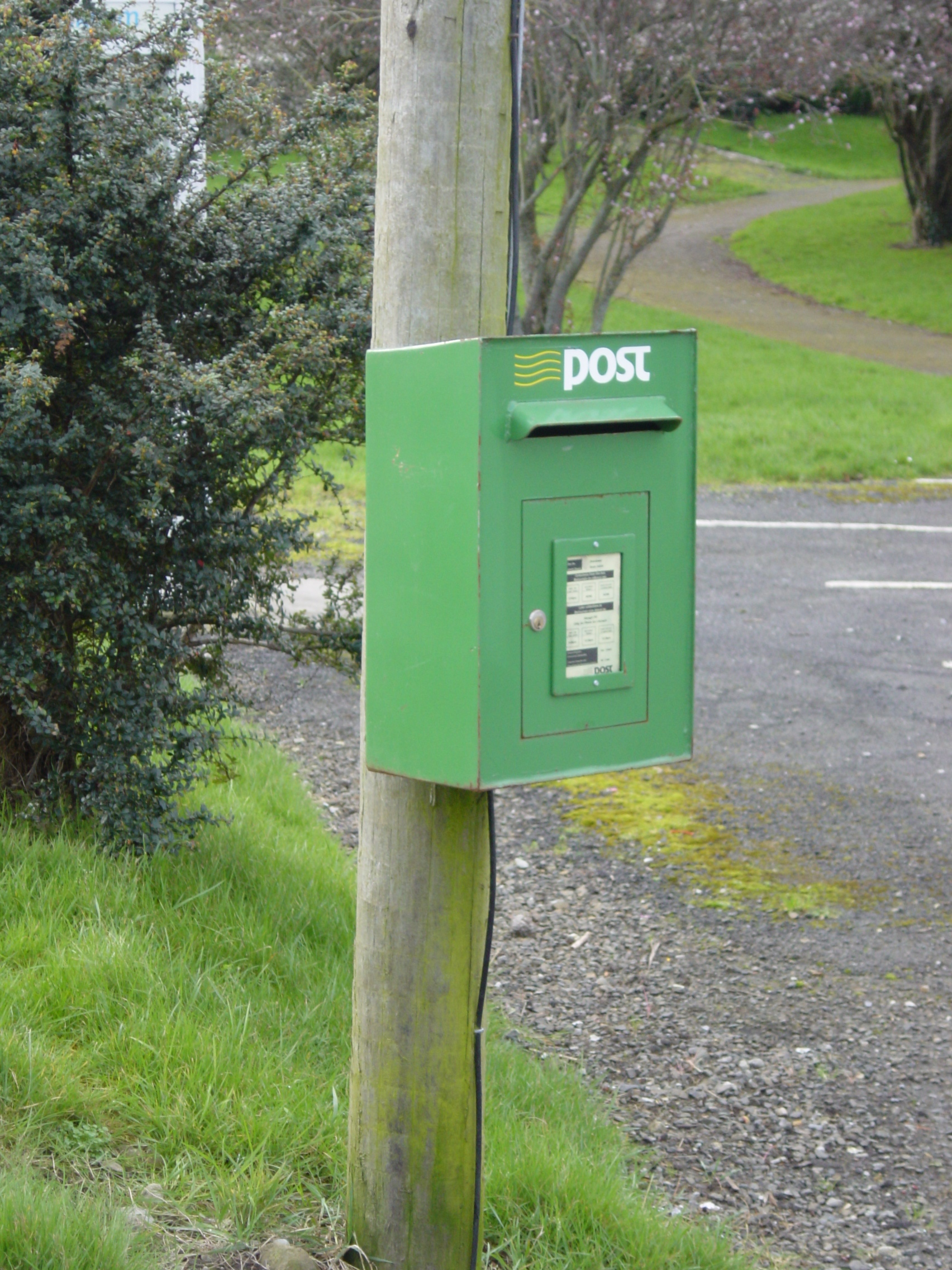
아일랜드의 우체통
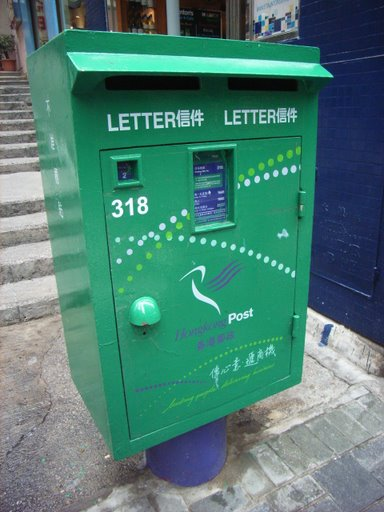
홍콩의 우체통
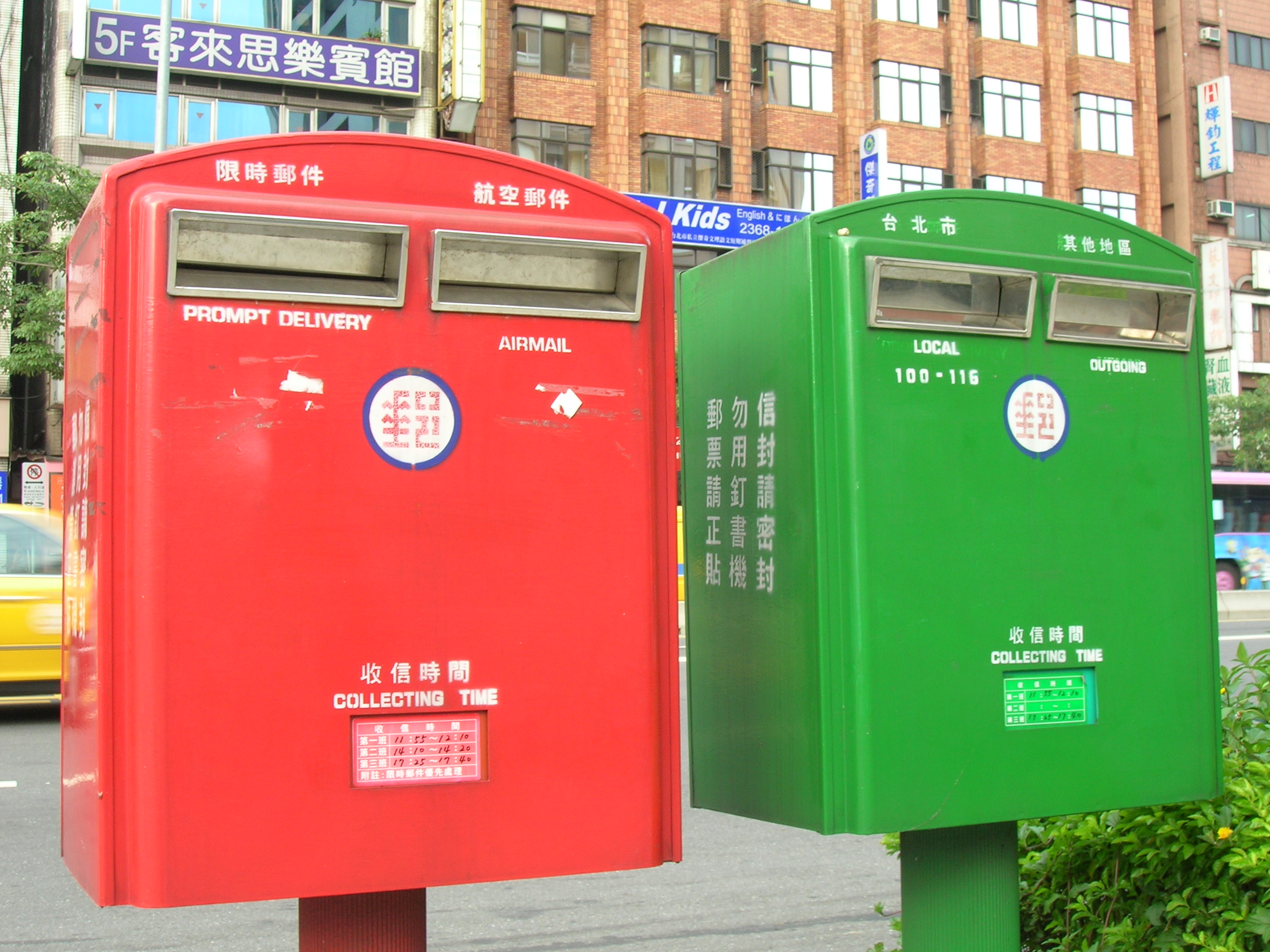
대만의 우체통

### 오렌지색
| - 네덜란드(2006년 ~ ) - 에스토니아 - 인도네시아 - 체코 |

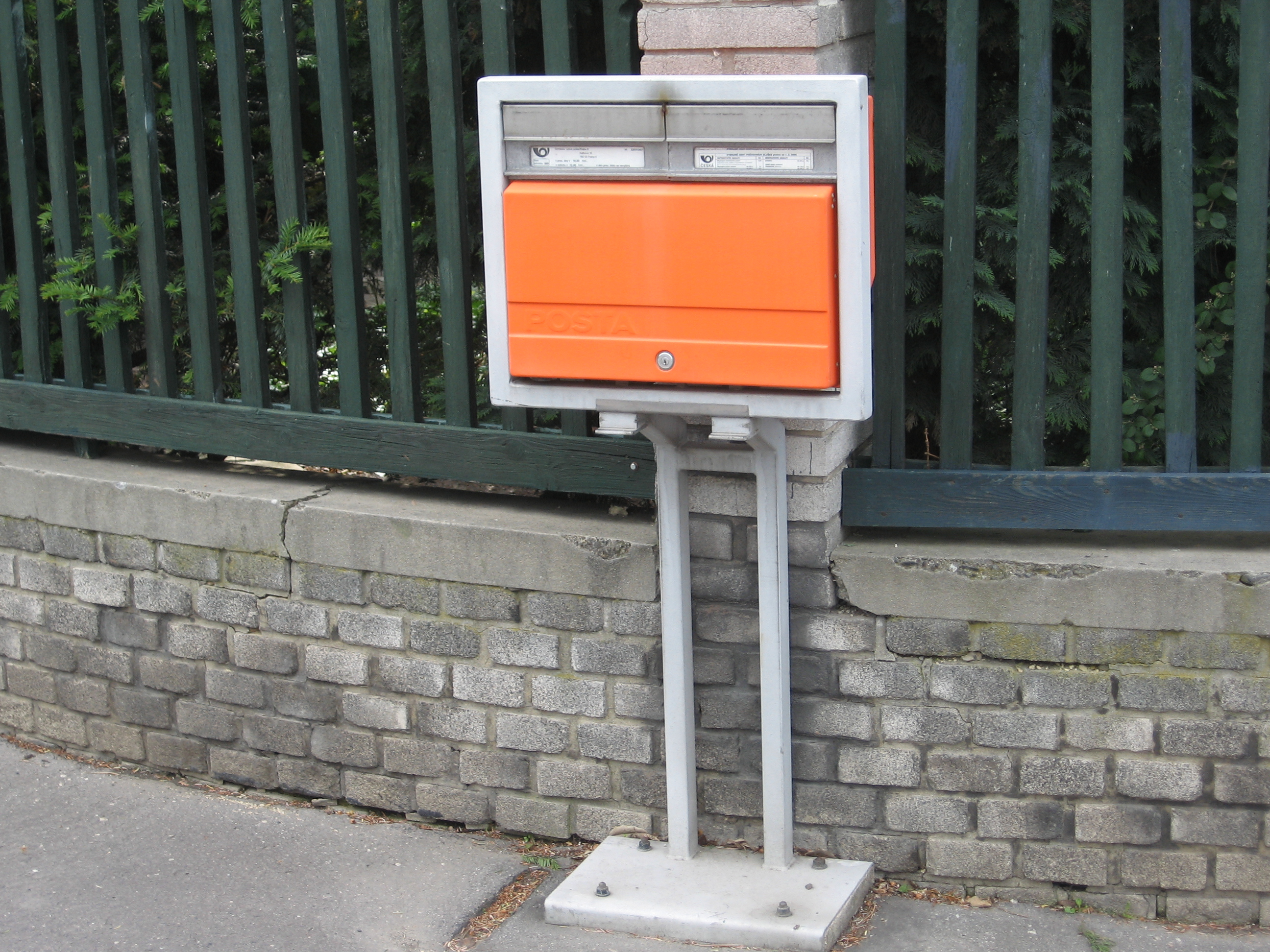
체코의 우체통

우체통이 없는 국가: 파라과이, 볼리비아, 니카라과, 엘살바도르, 파푸아뉴기니, 투르크메니스탄, 소말리아, 지부티, 레소토,서 서하라, 차드, 중아공, 나이지리아, 부르키나파소, 코트디부아르, 시에라리온, 기니, 기니비사우, 감비아, 세네갈, 가봉,DR콩고, 앙골라, 잠비아를 포함한 일부 아프리카 국가 및 태평양 국가 중 색깔이 없는 국가

국가별우체통의 색깔 싱가포르는 전세계에서 유일하게 우체통이 흰색이다. 필리핀은 유일하게 회색을 쓴다.

## 같이 보기
- 우편함